# Zabrotes subfasciatus
Zabrotes subfasciatus (corc de llegum brasiler o corc tropical dels llegums) és una espècie d'insectes coleòpters de la família de les Chrysomelidae, originària d'Amèrica llatina.
Aquest insecte és una plaga de certes espècies de lleguminoses, la larva dels quals es desenvolupa en les llavors, sobretot de pèsols, mongeta, niebé ((Vigna unguiculata subsp. unguiculata), pèsol d' Angola (Cajanus cajan), garrofó o mongeta de Lima (Phaseolus lunatus).

## Sinònims[2]
- Spermophagus musculus Boheman
- Spermophagus pectoralis Sharp
- Spermophagus semifasciatus Boheman
- Spermophagus subfasciatus Boheman
- Zabrotes pectoralis Sharp

## Distribució
L'àrea de repartició de Zabrotes subfasciatus comprèn les regions tropicals i subtropicals d'Amèrica del Nord, d'Amèrica del Sud, d'Amèrica central, d'Àfrica i del Sud-est asiàtic, així com la conca mediterrània.